# Liste de musées à Hambourg

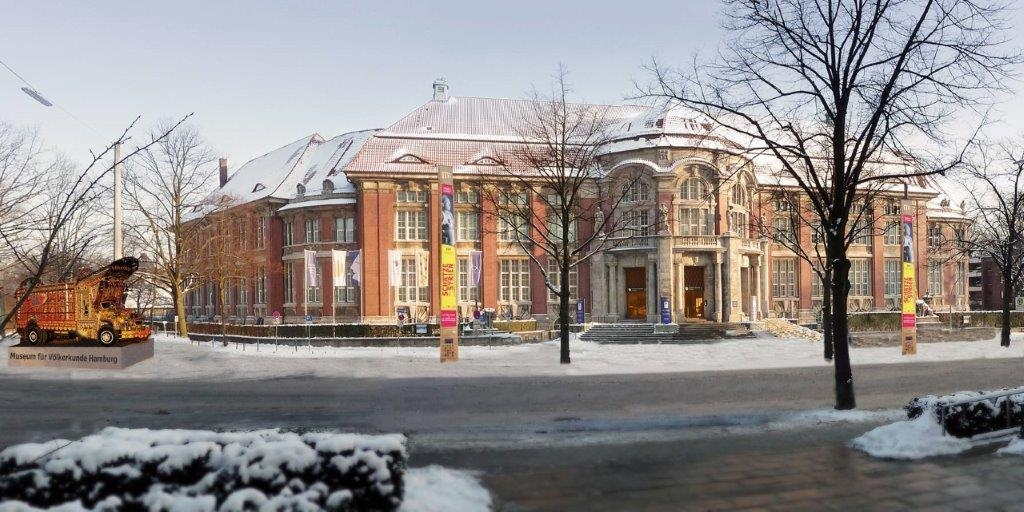
Le Museum am Rothenbaum l'un des plus grands musées d'ethnologie d'Europe

La liste des musées de Hambourg contient une liste de musées de tous les domaines thématiques ainsi que des collections, des mémoriaux et des salles d'exposition de la ville libre et hanséatique de Hambourg. 

## Musées à Hambourg
- Alstertal-Museum (Histoire de la région du Haut-Alster)
- Altonaer Museum für Kunst- und Kulturgeschichte (Norddeutsches Landesmuseum)
- Archäologischer Wanderpfad in der Fischbeker Heide (Freilichtmuseum/Wanderweg des Archäologischen Museums zu Bodendenkmälern)
- Archäologisches Museum Hamburg – Helms Museum (Archäologisches Landesmuseum, Ur- und Frühgeschichte Norddeutschlands, Stadtgeschichte Harburg)
- Bunkermuseum (Röhrenbunker des Zweiten Weltkrieges)
- Das Klingende Museum (200 Musikinstrumente zum Anfassen und Ausprobieren
- Dialog im Dunkeln (Besucher werden in den Ausstellungsführungen in die Position von Blinden versetzt)
- Dialog im Stillen (Besucher werden in den Ausstellungsführungen in die Position von Gehörlosen versetzt)
- Ernst-Barlach-Haus – Stiftung Hermann F. Reemtsma (Werke Ernst Barlachs und Kunstausstellungen)
- Musée de l'érotisme
- Flughafen-Modellschau (Flughafenmodellanlage Aéroport de Hambourg)
- Freie Akademie der Künste in Hamburg
- Gedenkstätte Ernst Thälmann (Ausstellung in der ehemaligen Wohnung in Eppendorf zu Thälmann, der Arbeiterbewegung und dem Widerstand)
- Enfants de Bullenhuser Damm (Gedenkstätte Bullenhuser Damm) (Janusz-Korczak-Schule – Außenstelle Gedenkstätte KZ Neuengamme)
- Gedenkstätte Konzentrationslager und Strafanstalten Fuhlsbüttel 1933–1945
- Gedenkstätte Plattenhaus Poppenbüttel (Außenstelle Gedenkstätte KZ Neuengamme)
- Geologisch-Paläontologisches Museum Hamburg
- HafenCity InfoCenter im Kesselhaus
- Kunsthalle de Hambourg (Hamburger Kunsthalle)
- Observatoire de Hambourg (Sternwarte der Universität, historische Gebäude in Parkgelände – Astronomiepark, Geräte und Ausstellung zur Astronomie)
- Harrys Hamburger Hafenbasar
- Heimatmuseum im Eidelstedter Bürgerhaus (Heimatmuseum Eidelstedt)
- Heimatmuseum Wandsbek
- Heine-Haus im Heine-Park (Salomon Heine-Gartenhaus des Altonaer Museums, Sonderausstellungen/Veranstaltungen)
- Helmut Schmidt-Forum der Bundeskanzler-Helmut-Schmidt-Stiftung im Kattrepel
- HSV-Museum (Museum des Hambourg SV)
- Internationales Maritimes Museum Hamburg (Seefahrts-, Marine- und Meeresmuseum; Sammlung des Instituts für Schifffahrts- und Marinegeschichte)
- Johannes-Brahms-Museum (Brahms-Museum)
- Association d'arts de Hambourg
- KZ-Gedenkstätte Neuengamme
- Loki-Schmidt-Haus (Jardin botanique de Hambourg)
- Mahnmal St. Nikolai (Museum in der Krypta unter der Kirchenruine)
- Michaelitica (Ausstellung in der Krypta der Église Saint-Michel)
- Mineralogisches Museum Hamburg
- Miniatur Wunderland
- Hamburgmuseum
- Museum am Rothenbaum (de) Kulturen und Künste der Welt (MARKK, musée ethnographique)
- Museumshafen Oevelgönne
- Musée des Arts et Métiers de Hambourg (Museum für Kunst und Gewerbe)
- Cimetière d'Ohlsdorf (Friedhofsmuseum)
- Planétarium de Hambourg
- Rickmer Rickmers (Museumsschiff)
- Stiftung Hamburg Maritim (Fondation maritime de Hambourg)
- Schmidt-Museum (Arbeiten und Schriftstücke von Bernhard Schmidt auf dem Gelände der Hamburger Sternwarte)
- Science Center Wald im Wälderhaus
- Georg Philipp Telemann
- U-434 U-Bootmuseum Hamburg (Museums-U-Boot)
- Zoologisches Museum Hamburg

Musées disparus
- Musée Godeffroy

## Musées en dehors de la ville
Les musées des villes voisines de Hambourg, du Schleswig-Holstein et de Basse-Saxe sont souvent inclus dans des publications sur le paysage muséal de Hambourg. En outre, il existe divers partenariats avec les musées de Hambourg dans la grande région métropolitaine de Hambourg, par exemple dans le domaine du marketing ou des offres conjointes de billets.  
Basse-Saxe
- Burgwall Hollenstedt (remparts restaurés "Alte Burg", annexe du musée archéologique de Hambourg) ;
- Musée en plein air de Kiekeberg à Rosengarten-Ehestorf (fondation et ancienne annexe du musée archéologique de Hambourg).

Schleswig-Holstein
- La Station d'accueil des navires de Willkomm-Höft à Wedel, district de Pinneberg ;
- Musée Ernst Barlach Wedel, lieu de naissance de Barlach ;
- Musée du chemin de fer Lokschuppen Aumühle dans le quartier Herzogtum Lauenburg.